# Тихий Дон (телесериал, 2015)
«Ти́хий Дон» — российский драматический телесериал режиссёра Сергея Урсуляка, снятый в 2015 году. Является четвёртой экранизацией одноимённого романа советского писателя Михаила Шолохова, повествующего о судьбе донского казачества во время Первой мировой войны, революции 1917 года и гражданской войны в России (1917—1922).
Премьерный показ телесериала состоялся с 29 ноября по 3 декабря 2015 года на телеканале «Россия-1».
В 2017 году телесериал награждён премией «Золотой орёл» за лучший телевизионный сериал (более 10 серий).

## Сюжет
В центре сюжета — жизнь казачьей семьи Мелеховых и жителей хутора Татарский  Вёшенской станицы.
Главный герой — Григорий Мелехов, донской казак из зажиточной семьи. Перед началом Первой мировой войны в душе Григория вспыхивают чувства к замужней казачке Аксинье Астаховой, заставить забыть которую не в силах ни война, ни навязанная отцом Пантелеем законная жена Наталья, ни революция…

## В ролях

### Главные роли
| Актёр               | Роль                         |
| ------------------- | ---------------------------- |
| Евгений Ткачук      | Григорий Мелехов             |
| Полина Чернышова    | Аксинья Астахова             |
| Дарья Урсуляк       | Наталья Мелехова             |
| Сергей Маковецкий   | Пантелей Прокофьевич Мелехов |
| Людмила Зайцева     | Василиса Ильинична Мелехова  |
| Артур Иванов        | Петро Мелехов                |
| Анастасия Веденская | Дарья Мелехова               |

### В ролях
| Актёр                | Роль                                               |
| -------------------- | -------------------------------------------------- |
| Надежда Лумпова      | Дуняшка                                            |
| Александр Яценко     | Михаил Кошевой                                     |
| Никита Ефремов       | Митька Коршунов                                    |
| Александр Завьялов   | Мирон Григорьевич Коршунов                         |
| Наталья Савченко     | Марья Лукинична Коршунова                          |
| Константин Желдин    | дед Гришака                                        |
| Александр Горбатов   | Степан Астахов                                     |
| Антон Кузнецов       | Иван Алексеевич Котляров                           |
| Сергей Сотников      | Евгений Листницкий                                 |
| Анатолий Худолеев    | Николай Алексеевич Листницкий (Листницкий-старший) |
| Тимофей Трибунцев    | Прохор Зыков                                       |
| Иван Федотов         | Аникушка                                           |
| Роман Данилин        | Хрисанф «Христоня» Токин                           |
| Александр Матросов   | Иван Томилин                                       |
| Сергей Миллер        | Федот Бодовсков                                    |
| Константин Белошапка | Андреян                                            |
| Николай Клямчук      | Жарков                                             |
| Валерий Жуков        | Сергей Платонович Мохов                            |
| Пётр Воробьёв        | старый казак Матвей Кашулин                        |
| Николай Наркевич     | Агеич                                              |
| Николай Чупров       | Михеев                                             |
| Александр Казаков    | Авдеич                                             |
| Станислав Рядинский  | есаул Чернецов                                     |
| Валерий Малинин      | Фёдор Подтелков                                    |
| Олег Билик           | Кривошлыков                                        |
| Тагир Рахимов        | генерал Сидорин                                    |
| Сергей Качанов       | генерал Фицхелауров                                |
| Виталия Корниенко    | Полюшка                                            |
| Захар Соколов        | Мишатка                                            |
| Юрий Яковлев-Суханов | старшина Попов                                     |
| Игорь Данюшин        | Королёв                                            |

## Производство
Съёмки сериала начались в июне 2014 года в Ростовской области. Съёмочная площадка разместилась на обоих берегах Дона в станице Еланской (подворье Кошевого, подворье Мохова, станичное управление и казачьи подворья), в степи недалеко от станицы (хутор Татарский) и на хуторе Малый Громчонок (подворье Мелеховых, Астаховых). Съёмки завершились в апреле 2015 года.
Экранизация романа «Тихий Дон» была приурочена к 110-летию его автора, Михаила Шолохова.

## Критика
На сайте «Накануне.ru» (Екатеринбург) в обзоре критики, посвящённой телесериалу, отмечаются значительные отличия от книги: к минимуму сведена идеологическая составляющая, убраны некоторые ключевые герои и сцены. Так, например, нет Осипа Штокмана и его кружка в Татарском до революции, что затрудняет понимание дальнейшего развития событий.